# Glaphyria
Glaphyria é um gênero de mariposa pertencente à família Crambidae.